# Felipe Pulido
Felipe Pulido (* 13. Januar 1970 in Dos Aguas, Michoacán) ist ein mexikanisch-US-amerikanischer römisch-katholischer Geistlicher und Weihbischof in San Diego.

## Leben
Felipe Pulido studierte zunächst von 1994 bis 1998 am Mount Angel Seminary in Oregon. Anschließend studierte er in Rom als Seminarist des Päpstlichen Nordamerika-Kollegs und erwarb seinen theologischen Abschluss an der Päpstlichen Universität Heiliger Thomas von Aquin. Am 28. Juni 2002 empfing er durch Bischof Carlos Arthur Sevilla SJ das Sakrament der Priesterweihe für das Bistum Yakima.
Neben verschiedenen Aufgaben in der Pfarrseelsorge war er ab 2011 Diözesandirektor für die Berufungspastoral sowie ab 2012 Bischofsvikar für den Klerus.
Papst Franziskus ernannte ihn am 6. Juni 2023 zum Titularbischof von Buffada und zum Weihbischof in San Diego. Der Bischof von San Diego, Robert Walter Kardinal McElroy, spendete ihm am 28. September desselben Jahres in der Kirche St. Therese of Carmel in San Diego die Bischofsweihe. Mitkonsekratoren waren der Bischof von Yakima, Joseph Jude Tyson, und der Bischof von Phoenix und frühere Weihbischof on San Diego, John Dolan.